# Llista de monuments de l'Espluga de Francolí
Llista de monuments de l'Espluga de Francolí inclosos en l'Inventari del Patrimoni Arquitectònic Català per al municipi de l'Espluga de Francolí (Conca de Barberà). Inclou els inscrits al Registre de Béns Culturals d'Interès Nacional (BCIN) amb la classificació de monuments històrics, els béns culturals d'interès local (BCIL) de caràcter immoble i la resta de béns arquitectònics integrants del patrimoni cultural català.
| Monument                                                                                       | Protecció    | Estil/època                                    | Localització                                                         | Coordenades                                          | Codi?         | Imatge |
| ---------------------------------------------------------------------------------------------- | ------------ | ---------------------------------------------- | -------------------------------------------------------------------- | ---------------------------------------------------- | ------------- | --- |
| Església Vella de Sant Miquel                                                                  | BCIN 117-MH  | Gòtic XIII-XIV                                 | L'Espluga de Francolí Pl. de l'Església                              | 41° 23′ 48″ N, 1° 06′ 12″ E / 41.396712°N,1.103376°E | RI-51-0000250 | Església Vella de Sant Miquel (l'Espluga de Francolí) · Vegeu més fotos d'aquest monument · Carregueu una nova foto d'aquest monument    |
| Castell de l'Espluga                                                                           | BCIN 824-MH  | Obra popular Medieval                          | L'Espluga de Francolí C. Ametllers                                   | 41° 23′ 51″ N, 1° 06′ 19″ E / 41.397382°N,1.105223°E | RI-51-0006622 | Castell de l'Espluga (l'Espluga de Francolí) · Vegeu més fotos d'aquest monument · Carregueu una nova foto d'aquest monument             |
| Recinte murat                                                                                  | BCIN 825-MH  | Medieval                                       | L'Espluga de Francolí C. Major i voltants                            | 41° 23′ 49″ N, 1° 06′ 17″ E / 41.397081°N,1.104847°E | RI-51-0006623 | Carregueu una nova foto d'aquest monument                                                                                                |
| Celler Cooperatiu de Baix o dels Rics, o Celler del Sindicat Agrícola de l'Espluga de Francolí | BCIN 4199-MH | Noucentisme Pere Domènech i Roura XX (1913)    | L'Espluga de Francolí Pg. Rendé i Ventosa, 5                         | 41° 23′ 57″ N, 1° 06′ 16″ E / 41.399170°N,1.104582°E | IPA-12711     | Celler Cooperatiu de Baix (l'Espluga de Francolí) · Vegeu més fotos d'aquest monument · Carregueu una nova foto d'aquest monument        |
| Església Nova de Sant Miquel                                                                   | BCIL 1982    | Neoclassicisme XIX                             | L'Espluga de Francolí Pl. de l'Església                              | 41° 23′ 47″ N, 1° 06′ 10″ E / 41.396394°N,1.102781°E | IPA-12690     | Església Nova de Sant Miquel (l'Espluga de Francolí) · Vegeu més fotos d'aquest monument · Carregueu una nova foto d'aquest monument     |
| Antic hospital                                                                                 | BCIL 1982    | Gòtic XIV                                      | L'Espluga de Francolí Pl. Major, 9                                   | 41° 23′ 47″ N, 1° 06′ 13″ E / 41.396408°N,1.103595°E | IPA-12691     | Antic hospital (l'Espluga de Francolí) · Vegeu més fotos d'aquest monument · Carregueu una nova foto d'aquest monument                   |
| Casa rectoral de l'església de Sant Miquel                                                     |              | Eclecticisme XIX Mitjan                        | L'Espluga de Francolí Pl. de Mossèn Serret                           | 41° 23′ 48″ N, 1° 06′ 11″ E / 41.396773°N,1.103005°E | IPA-12693     | Carregueu una nova foto d'aquest monument                                                                                                |
| Església de les Germanes Carmelites                                                            |              | Eclecticisme XIX Mitjan                        | L'Espluga de Francolí C. Sor Maria Torres, 16                        | 41° 23′ 46″ N, 1° 06′ 05″ E / 41.396067°N,1.101251°E | IPA-12694     | Carregueu una nova foto d'aquest monument                                                                                                |
| Casa de la Vila                                                                                |              | Obra popular XVII-XX                           | L'Espluga de Francolí Pl. de la Vila, 1                              | 41° 23′ 48″ N, 1° 06′ 15″ E / 41.396670°N,1.104303°E | IPA-12695     | Casa de la Vila (l'Espluga de Francolí) · Vegeu més fotos d'aquest monument · Carregueu una nova foto d'aquest monument                  |
| Carrer del Mig                                                                                 |              | Obra popular XVIII                             | L'Espluga de Francolí C. del Mig                                     | 41° 23′ 50″ N, 1° 06′ 08″ E / 41.397227°N,1.102302°E | IPA-12696     | Carregueu una nova foto d'aquest monument                                                                                                |
| Casa al carrer del Mig, 1                                                                      |              | Obra popular XVIII                             | L'Espluga de Francolí C. del Mig, 1                                  | 41° 23′ 50″ N, 1° 06′ 08″ E / 41.397121°N,1.102324°E | IPA-12697     | Carregueu una nova foto d'aquest monument                                                                                                |
| Casa del carrer de les Parres, 3                                                               |              | Obra popular XVI, XVII                         | L'Espluga de Francolí C. de les Parres, 3                            | 41° 23′ 49″ N, 1° 06′ 09″ E / 41.396943°N,1.102494°E | IPA-12698     | Carregueu una nova foto d'aquest monument                                                                                                |
| Casa del carrer de les Parres, 5                                                               |              | Obra popular XVIII                             | L'Espluga de Francolí C. de les Parres, 5                            | 41° 23′ 49″ N, 1° 06′ 09″ E / 41.396918°N,1.102407°E | IPA-12699     | Carregueu una nova foto d'aquest monument                                                                                                |
| Casa al carrer del Capuig, 10                                                                  |              | Obra popular XVIII                             | L'Espluga de Francolí C. Capuig, 10                                  | 41° 23′ 50″ N, 1° 06′ 09″ E / 41.397170°N,1.102629°E | IPA-12700     | Carregueu una nova foto d'aquest monument                                                                                                |
| Casa el Caputx                                                                                 |              | Gòtic XIV-XV                                   | L'Espluga de Francolí C. del Calvari, 2                              | 41° 23′ 50″ N, 1° 06′ 12″ E / 41.397132°N,1.103214°E | IPA-12701     | Carregueu una nova foto d'aquest monument                                                                                                |
| Antiga Farmàcia Carulla, actual Museu de la Vida Rural                                         |              | Obra popular, noucentisme XVIII-XX             | L'Espluga de Francolí C. Canós, 16                                   | 41° 23′ 49″ N, 1° 06′ 23″ E / 41.396868°N,1.106336°E | IPA-12702     | Antiga Farmàcia Carulla (l'Espluga de Francolí) · Vegeu més fotos d'aquest monument · Carregueu una nova foto d'aquest monument          |
| Casa al carrer Major, 1                                                                        |              | Eclecticisme XIX Mitjan                        | L'Espluga de Francolí C. Major, 1                                    | 41° 23′ 48″ N, 1° 06′ 17″ E / 41.396702°N,1.104617°E | IPA-12704     | Carregueu una nova foto d'aquest monument                                                                                                |
| Cases al carrer Major, 9-11                                                                    |              | Obra popular XVIII, XIX                        | L'Espluga de Francolí C. Major, 9-11                                 | 41° 23′ 48″ N, 1° 06′ 18″ E / 41.396734°N,1.104897°E | IPA-12705     | Carregueu una nova foto d'aquest monument                                                                                                |
| Casa al carrer de l'Abadia, 3                                                                  |              | Noucentisme XX                                 | L'Espluga de Francolí C. Abadia, 3                                   | 41° 23′ 48″ N, 1° 06′ 14″ E / 41.396674°N,1.104000°E | IPA-12706     | Carregueu una nova foto d'aquest monument                                                                                                |
| Cal Gascon                                                                                     |              | Obra popular XVIII-XIX                         | L'Espluga de Francolí Pl. de la Vila, 4                              | 41° 23′ 48″ N, 1° 06′ 16″ E / 41.396683°N,1.104324°E | IPA-12707     | Carregueu una nova foto d'aquest monument                                                                                                |
| Casa al carrer Anselm Clavé, 18                                                                |              | Eclecticisme XIX Mitjan                        | L'Espluga de Francolí C. Anselm Clavé, 18                            | 41° 23′ 43″ N, 1° 06′ 06″ E / 41.395379°N,1.101709°E | IPA-12709     | Carregueu una nova foto d'aquest monument                                                                                                |
| Llinda emblemàtica de Cal Boteric                                                              |              | Obra popular XVIII                             | L'Espluga de Francolí C. de l'Arc, 2                                 | 41° 23′ 49″ N, 1° 06′ 18″ E / 41.396872°N,1.104993°E | IPA-12710     | Carregueu una nova foto d'aquest monument                                                                                                |
| Celler Cooperatiu de Dalt o dels Pobres, o Celler de l'Espluga                                 | BCIL 2008    | Noucentisme XX (1932)                          | L'Espluga de Francolí Pg. Rendé i Ventosa, 5                         | 41° 23′ 57″ N, 1° 06′ 13″ E / 41.399246°N,1.103573°E | IPA-12712     | Celler Cooperatiu de Dalt (l'Espluga de Francolí) · Vegeu més fotos d'aquest monument · Carregueu una nova foto d'aquest monument        |
| Escorxador de l'Espluga de Francolí                                                            |              | Noucentisme XX Inici                           | L'Espluga de Francolí C. Sortetes, 40                                | 41° 23′ 44″ N, 1° 06′ 03″ E / 41.395641°N,1.100765°E | IPA-12713     | Carregueu una nova foto d'aquest monument                                                                                                |
| Magatzem Agrícola                                                                              |              | Eclecticisme XIX-XX                            | L'Espluga de Francolí C. de l'Estació                                |                                                      | IPA-12714     | Carregueu una nova foto d'aquest monument                                                                                                |
| Casal de l'Espluga de Francolí                                                                 |              | Darreres tendències Lluís Bonet Garí XX (1963) | L'Espluga de Francolí Pl. Montserrat Canals                          | 41° 23′ 40″ N, 1° 05′ 51″ E / 41.394485°N,1.097517°E | IPA-12715     | Casal de l'Espluga de Francolí · Vegeu més fotos d'aquest monument · Carregueu una nova foto d'aquest monument                           |
| Horta de l'Espluga                                                                             |              | Obra popular XIX                               | L'Espluga de Francolí Ctra. de Montblanc 1 km                        | 41° 23′ 42″ N, 1° 06′ 38″ E / 41.395123°N,1.110693°E | IPA-12716     | Carregueu una nova foto d'aquest monument                                                                                                |
| Balneari Vil·la Engràcia, o Balneari Les Masies                                                |              | Eclecticisme XIX-XX                            | L'Espluga de Francolí Masies de Poblet, a la carretera de Poblet     | 41° 22′ 46″ N, 1° 05′ 27″ E / 41.379481°N,1.090930°E | IPA-12717     | Balneari Vil·la Engràcia (l'Espluga de Francolí) · Modifica el valor a Wikidata · Carregueu una nova foto d'aquest monument              |
| Capella de Santa Maria de les Masies                                                           |              | Eclecticisme XIX Final                         | L'Espluga de Francolí Ctra. TV-7007 de l'Espluga a les Masies        | 41° 22′ 43″ N, 1° 05′ 30″ E / 41.37855°N,1.09179°E   | IPA-12719     | Capella de Santa Maria de les Masies (l'Espluga de Francolí) · Modifica el valor a Wikidata · Carregueu una nova foto d'aquest monument  |
| Ermita de la Santíssima Trinitat                                                               |              | Barroc, obra popular XVIII                     | L'Espluga de Francolí Muntanya de la Pena                            | 41° 22′ 24″ N, 1° 06′ 39″ E / 41.373246°N,1.110917°E | IPA-12720     | Ermita de la Santíssima Trinitat (l'Espluga de Francolí) · Vegeu més fotos d'aquest monument · Carregueu una nova foto d'aquest monument |
| Conjunt de la Font Major                                                                       |              | Obra popular                                   | L'Espluga de Francolí Av. Catalunya, 37                              | 41° 23′ 56″ N, 1° 06′ 08″ E / 41.398890°N,1.102157°E | IPA-12721     | Conjunt de la Font Major (l'Espluga de Francolí) · Vegeu més fotos d'aquest monument · Carregueu una nova foto d'aquest monument         |
| Font de Baix                                                                                   | BCIL 1982    | Neoclassicisme XIX                             | L'Espluga de Francolí Av. Catalunya                                  | 41° 23′ 52″ N, 1° 06′ 18″ E / 41.397693°N,1.104925°E | IPA-12722     | Font de Baix (l'Espluga de Francolí) · Vegeu més fotos d'aquest monument · Carregueu una nova foto d'aquest monument                     |
| Font del Ferro                                                                                 |              | Obra popular XIX Final                         | L'Espluga de Francolí Ctra. TV-7007                                  | 41° 22′ 38″ N, 1° 05′ 31″ E / 41.377211°N,1.091820°E | IPA-12723     | Font del Ferro (l'Espluga de Francolí) · Modifica el valor a Wikidata · Carregueu una nova foto d'aquest monument                        |
| Monument de Sant Bernat                                                                        |              | Eclecticisme XX                                | L'Espluga de Francolí                                                | 41° 23′ 17″ N, 1° 04′ 59″ E / 41.388193°N,1.083005°E | IPA-12724     | Monument de Sant Bernat (l'Espluga de Francolí) · Vegeu més fotos d'aquest monument · Carregueu una nova foto d'aquest monument          |
| Creu de terme                                                                                  |              | Obra popular XVIII                             | L'Espluga de Francolí Ctra. a Montblanc                              | 41° 23′ 44″ N, 1° 06′ 39″ E / 41.395673°N,1.110831°E | IPA-12725     | Carregueu una nova foto d'aquest monument                                                                                                |
| Creu de terme de l'Espluga de Francolí                                                         |              | Academicisme XX                                | L'Espluga de Francolí Ctra. de l'Espluga                             | 41° 23′ 38″ N, 1° 07′ 51″ E / 41.393825°N,1.130809°E | IPA-12726     | Creu de terme de l'Espluga de Francolí · Vegeu més fotos d'aquest monument · Carregueu una nova foto d'aquest monument                   |
| Capelleta votiva de Sant Cristòfol, de Sant Jaume, o de Sant Roc                               |              | Obra popular XIX Inici                         | L'Espluga de Francolí C. Mn. Muntanyola, 5 (enderrocada)             | 41° 23′ 47″ N, 1° 06′ 16″ E / 41.396349°N,1.104421°E | IPA-12727     | Carregueu una nova foto d'aquest monument                                                                                                |
| Pont sobre el riu Francolí                                                                     |              | Obra popular                                   | L'Espluga de Francolí A la carretera a l'entrada del poble           | 41° 23′ 53″ N, 1° 06′ 18″ E / 41.398190°N,1.105100°E | IPA-12728     | Pont sobre el riu Francolí (l'Espluga de Francolí) · Vegeu més fotos d'aquest monument · Carregueu una nova foto d'aquest monument       |
| Molí del Bou                                                                                   |              | Obra popular                                   | L'Espluga de Francolí A l'esquerra del riu Francolí, Creu de l'Horta |                                                      | IPA-12729     | Carregueu una nova foto d'aquest monument                                                                                                |
| Molí dels Frares                                                                               |              | Obra popular                                   | L'Espluga de Francolí A l'esquerra del riu Francolí, Coll Roig       | 41° 23′ 38″ N, 1° 07′ 11″ E / 41.393874°N,1.119790°E | IPA-12730     | Carregueu una nova foto d'aquest monument                                                                                                |
| Molí de les Grassetes                                                                          |              | Obra popular                                   | L'Espluga de Francolí A l'esquerra del riu Francolí, Riu Sec         | 41° 23′ 58″ N, 1° 06′ 07″ E / 41.399540°N,1.102066°E | IPA-12731     | Carregueu una nova foto d'aquest monument                                                                                                |
| Molí del Guasch                                                                                |              | Obra popular                                   | L'Espluga de Francolí A la dreta del riu Milà                        | 41° 24′ 04″ N, 1° 05′ 19″ E / 41.401137°N,1.088617°E | IPA-12732     | Carregueu una nova foto d'aquest monument                                                                                                |
| Molí del Poca                                                                                  |              | Obra popular                                   | L'Espluga de Francolí A l'esquerra del riu Francolí                  | 41° 23′ 36″ N, 1° 07′ 48″ E / 41.393322°N,1.129881°E | IPA-12733     | Carregueu una nova foto d'aquest monument                                                                                                |
| Molí de la Vila o del Moyo                                                                     |              | Obra popular                                   | L'Espluga de Francolí A la dreta del riu Francolí, Font Baixa        | 41° 23′ 55″ N, 1° 06′ 01″ E / 41.398534°N,1.100403°E | IPA-12734     | Carregueu una nova foto d'aquest monument                                                                                                |
| Fassina Balanyà, antiga fassina de l'Espluga de Francolí                                       | BCIL 1996    | Obra popular                                   | L'Espluga de Francolí Pl. del Mil·lenari, 1                          | 41° 23′ 48″ N, 1° 06′ 26″ E / 41.396600°N,1.107270°E | IPA-14551     | Fassina Balenyà (l'Espluga de Francolí) · Vegeu més fotos d'aquest monument · Carregueu una nova foto d'aquest monument                  |
| Ensumania industrial o xemenia a la partida Sinoda                                             | BCIL 2004    | Obra popular XIX-XX                            | L'Espluga de Francolí Partida Sinoda                                 | 41° 23′ 36″ N, 1° 07′ 48″ E / 41.393202°N,1.129961°E | IPA-30196     | Carregueu una nova foto d'aquest monument                                                                                                |
| Ensumania industrial o xemenia a la partida Horta de Dalt                                      | BCIL 2004    | Obra popular XIX-XX                            | L'Espluga de Francolí Partida Horta de Dalt                          | 41° 24′ 00″ N, 1° 06′ 09″ E / 41.400079°N,1.102501°E | IPA-30197     | Carregueu una nova foto d'aquest monument                                                                                                |
| Ensumania industrial o xemenia al carrer Canós, 9                                              | BCIL 2004    | Obra popular XIX-XX                            | L'Espluga de Francolí C. Canós, 9                                    | 41° 23′ 48″ N, 1° 06′ 25″ E / 41.396610°N,1.106886°E | IPA-30198     | Carregueu una nova foto d'aquest monument                                                                                                |
| Ensumania industrial o xemenia al carrer Canós, 24                                             | BCIL 2004    | Obra popular XIX-XX                            | L'Espluga de Francolí C. Canós, 24                                   | 41° 23′ 50″ N, 1° 06′ 24″ E / 41.397093°N,1.106602°E | IPA-30199     | Carregueu una nova foto d'aquest monument                                                                                                |
| Ensumania industrial o xemenia al carrer Canós, 26                                             | BCIL 2004    | Obra popular XIX-XX                            | L'Espluga de Francolí C. Canós, 26                                   | 41° 23′ 49″ N, 1° 06′ 23″ E / 41.397083°N,1.106374°E | IPA-30200     | Carregueu una nova foto d'aquest monument                                                                                                |